# Норман (округ, Міннесота)
Шаблон:StateAbbr_ 47°20′ пн. ш. 96°28′ зх. д. / 47.33° пн. ш. 96.46° зх. д.
Округ Норман (англ. Norman County) — округ (графство) у штаті Міннесота, США. Ідентифікатор округу 27107.

## Історія
Округ утворений 1881 року.

## Демографія
За даними перепису
2000 року
загальне населення округу становило 7442 осіб, усе сільське.
Серед мешканців округу чоловіків було 3695, а жінок — 3747. В окрузі було 3010 домогосподарств, 2008 родин, які мешкали в 3455 будинках.
Середній розмір родини становив 3,04.
Віковий розподіл населення поданий у таблиці:
| Стать    | До 15 років | 15-21 | 22-29 | 30-39 | 40-49 | 50-65 | 65-85 | Понад 85 |
| -------- | ----------- | ----- | ----- | ----- | ----- | ----- | ----- | -------- |
| Чоловіки | 780         | 353   | 261   | 470   | 549   | 598   | 605   | 79       |
| Жінки    | 756         | 305   | 241   | 445   | 525   | 601   | 709   | 165      |

## Суміжні округи
- Полк — північ
- Меномен — схід
- Бекер — південний схід
- Клей — південь
- Кесс, Північна Дакота — південний захід
- Трейлл, Північна Дакота — захід

## Виноски
1. ↑  US Decennial Census. US Census Bureau. Архів оригіналу за 19 липня 2018. Процитовано 24 жовтня 2014.
2. ↑  Historical Census Browser. University of Virginia Library. Архів оригіналу за 11 серпня 2012. Процитовано 24 жовтня 2014.
3. ↑  Population of Counties by Decennial Census: 1900 to 1990. US Census Bureau. Архів оригіналу за 4 серпня 2014. Процитовано 24 жовтня 2014.
4. ↑  Census 2000 PHC-T-4. Ranking Tables for Counties: 1990 and 2000 (PDF). US Census Bureau. Архів оригіналу (PDF) за 18 грудня 2014. Процитовано 24 жовтня 2014.
5. ↑  State & County QuickFacts. Бюро перепису населення США. Архів оригіналу за 7 червня 2011. Процитовано 1 вересня 2013.(англ.) Наведено за англійською вікіпедією.
6. ↑  American FactFinder. Бюро перепису населення США. Архів оригіналу за 26 лютого 2012. Процитовано 31 січня 2008.

| США | Це незавершена стаття з географії США. Ви можете допомогти проєкту, виправивши або дописавши її. |